# Fußfall (Hochkirchen)
Der Fußfall ist ein Denkmal in Hochkirchen bei Nörvenich, Kreis Düren, Nordrhein-Westfalen.

## Lage
Direkt an der Einmündung der Straße „Am Fußfall“ in die Neffeltalstraße steht ein großes, ungepflegt wirkendes Denkmal.

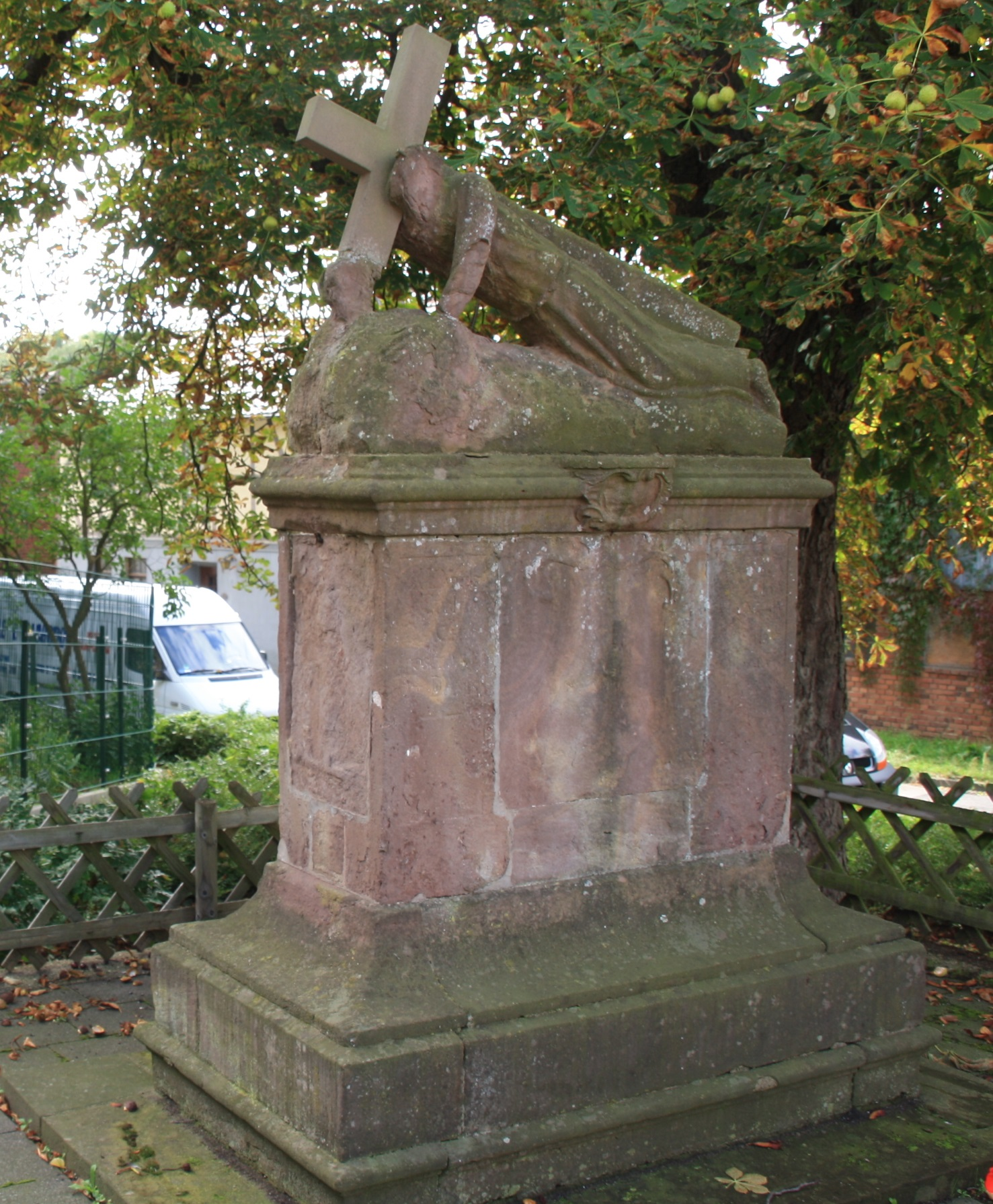
Der Fußfall

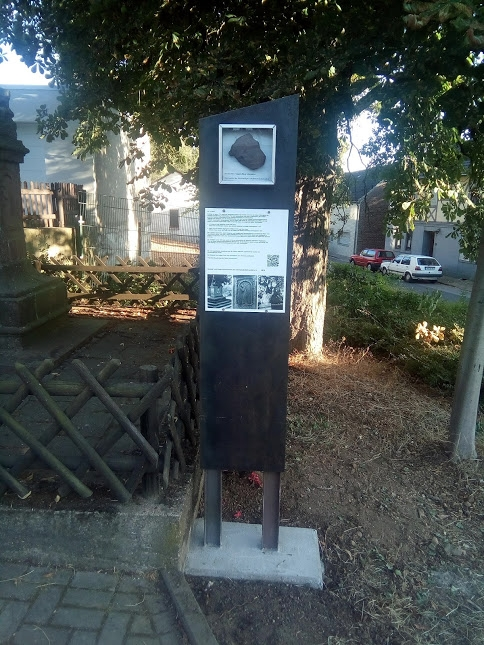
Die Stele am Denkmal

Dieses Denkmal wird im Volksmund „Der Fußfall“ genannt. Uralte Kastanienbäume stehen neben dem großen, aus Sandstein hergestellten Bildnis.
Direkt vorbei führt die ausgeschilderte Kaiser-Route von Aachen nach Paderborn.

## Das Denkmal
Familie Poensgen schmückte zur Fronleichnamsprozession den „Fußfall“, denn sie betreibt eine Gaststätte dort, wo der Stifter des Denkmals wohnte. Sie besitzen auch noch etliche Originaldokumente aus dem 18. Jahrhundert, die dies belegen.
Gestiftet wurde der „Fußfall“ im Jahre 1771 von Jacobus (Jakob) Hamacher. Auf dem Denkmalsockel war im Jahre 1969 noch die lateinische Inschrift auf zwei Tafeln mit jeweils einem Chronogramm zu lesen. Sie hieß:
- eX LargIs IaCobI haMaCher posIta fVIt DonIs (Aus einer hochherzigen Spende des Jakobus Hamacher errichtet). Chronogramm: 1771
- haeC CrVX DeVotIone aC proprIIs sVMtIbVs hVIVs pagI renVata. (Dieses Kreuz wurde aus Pietät und auf Kosten des Dorfes renoviert). Chronogramm: 1851

Bis zum Bau der Schule Hochkirchen, später vierklassige Grundschule als Zweigstelle der Gemeinschaftsgrundschule Nörvenich, heute in Privatbesitz, stand das Denkmal an der heutigen Westwand der Schule und wurde dann an seinen jetzigen Platz umgesetzt. Die Flurkarte aus dem Jahre 1895 zeigt die Örtlichkeit.
Auf dem schweren Sockel liegt der unter dem Kreuz zusammengebrochene Christus. Er war farbig gefasst, genauso wie die auf den vier Seiten eingemeißelten Bilder. Diese vier Bilder zeigten Darstellungen aus der Leidensgeschichte Christi (schmerzhafter Rosenkranz). Nur auf der Westseite ist noch die Darstellung Christi mit dem Kreuz erkennbar.
Trotz der von der Gemeinde bisher zweimal durchgeführten Steinhärtung hat die Umweltverschmutzung dem Fußfall sehr geschadet und auch die Kastanien, die das gesamte Denkmal überdecken, tragen zum Verfall bei. Details sind an dem gesamten Denkmal sonst nicht mehr zu erkennen.
Der Heimat- und Geschichtsverein der Gemeinde Nörvenich e. V. hat an dem Denkmal eine Stele errichtet, die die Historie erläutert.

## Legende
Um das Jahr 1710 lebte in Hochkirchen neben der Kirche, dort, wo heute das Gasthaus „Im Kirchspielkrug“ steht, ein wohlhabender Mann. Er hieß Andreas Hamacher und hatte drei Söhne: Evert, Winand und Jakobus. Die Söhne sollten auch die Erben des väterlichen Vermögens sein. Evert, der älteste der Brüder, zog in jungen Jahren als Handwerksbursche auf Wanderschaft. Winand und Jakobus blieben zu Hause. Für die jüngeren starb der Vater allzu früh. Sie wurden unter Vormundschaft gestellt, während Evert, zu der Zeit 22 Jahre alt, von seiner Wanderschaft noch nicht zurückgekehrt war.
Wegen einer Schuld von 150 Reichstalern betrieben nun die Vormünder der beiden Brüder den Verkauf des ganzen Anwesens, angeblich um das Besitztum der gerichtlichen Beschlagnahmung zu entziehen. Aber der Erlös aus diesem Verkauf wurde nicht ausbezahlt. Der Landbote Schröteler publizierte den Verkauf des Hamacherschen Anwesens am 21. September 1727 durch Anschlag an der Kirche in Hochkirchen. Der Witwe des verstorbenen Andreas Hamacher mit ihren Söhnen Winand und Jakobus erlaubte man zwar, das Haus weiter zu bewohnen. Aber sie waren von nun an nicht mehr Eigentümer, sie mussten Miete zahlen. Harte Jahre der Not folgten, und eines Tages setzte man die Witwe auf die Straße, weil sie die Miete nicht aufbringen konnte. Ihr Sohn Jakobus war inzwischen nach Bonn verzogen.
Menschliche Schicksale gehen oft seltsame Wege: am gleichen Tag, an dem man die Mutter aus dem Haus wies, kehrte Evert, der Älteste, endlich nach jahrelanger Abwesenheit aus Nancy nach Hochkirchen zurück. Seine weinende Mutter traf er an der Stelle an, wo heute der „Fußfall“ steht. Er versuchte zwar, die Mutter über das Ungeheuerliche hinweg zu trösten und zeigte ihr das auf der Wanderschaft zusammengesparte Geld, mit dem er das väterliche Erbe zurückgewinnen wollte. Seinen Brüdern Jakobus und Winand übertrug er alle Rechte und verließ 1753 Hochkirchen erneut, um in der Fremde für den Rückkauf des väterlichen Erbes noch mehr Geld zu verdienen. In Hochkirchen folgten nun jahrelange Prozesse. Sie endeten damit, dass der Vogt des Schöffengerichts Nörvenich die betrogenen Erben schließlich wieder in altes Recht einsetzte.
Doch Evert Hamacher, der Junggeselle blieb, war über den langen Erbstreit alt und müde geworden. Er beauftragte einen jüngeren Bruder Jakobus mit der Wahrung der Familienrechte. Jakobus, wie seine Vorfahren und Geschwister ein frommer und gottesfürchtiger Mann, ließ im Jahre 1771 an der Stätte des Zusammentreffens seiner Mutter mit seinem Bruder Evert das heute noch erhaltene Denkmal, den „Fußfall“, errichten. Der Tradition getreu wird das Denkmal jedes Jahr am Fronleichnamstag vom Besitzer des Gasthauses „Kirchspielkrug“ geschmückt. Es ist eines der vier Segensstationen der Hochkirchener Fronleichnamsprozession.

## Sonstiges
Aus einer Abschrift der Schulchronik Hochkirchen ist zu entnehmen, dass die Jugend auch schon vor hundert Jahren keinen Aufenthaltsort hatte und sich im Dorf traf, und zwar am Denkmal. Es wird nämlich im Jahre 1900 berichtet, dass das Monument durch das Treiben der kleinen und großen Jugend, die an demselben ihren Spielplatz aufgeschlagen hatte, sehr litt. Deshalb entschloss man sich, um das Denkmal herum einen Schutzzaun zu errichten, welcher im Herbst 1896 fertiggestellt wurde. Die Kosten beliefen sich auf 400 Reichsmark, wovon die Lehrerschaft durch eine Sammlung ca. 150 RM aufbrachte und der Rest von der Gemeinde übernommen wurde.
Nach dem Denkmal „Fußfall“ in Hochkirchen wurde durch Ratsbeschluss der Gemeinde Hochkirchen vom 23. Februar 1965 die von Eggersheim her kommende, in die Neffeltalstraße einmündende Straße „Am Fußfall“ benannt. Das Denkmal steht unter Denkmalschutz. Es wurde am 14. März 1985 in die Denkmalliste der Gemeinde Nörvenich unter Nr. 36 eingetragen.

## Die Fußfälle
Die „Sieben Fußfälle“ sind die älteste Form des Kreuzweges – von Jerusalempilgern im späten Mittelalter ins Rheinland vermittelt –, wobei an sieben Wegkreuzen, Kapellen oder Heiligenhäuschen jeweils einer Station des Leidensweges Christi in Jerusalem betend gedacht wurde. Seinen Namen erhielt der Bittgang von der Gewohnheit, sich an den einzelnen Stationen mit beiden Knien gleichzeitig zu Boden fallen zu lassen.
Wenn jemand im Sterben lag, gingen sieben Jungfrauen mit einer verheirateten Frau, in Hochkirchen war es zuletzt „Zöpps Nies“, zu sieben Heiligenhäuschen oder Kreuzen im Dorf oder in der Feldgemarkung und beteten den schmerzhaften Rosenkranz mit dem Zusatz: „Herr gib, was ihm selig ist, nimm ab von ihm, was ihm schädlich ist.“ Vereinzelt wurde dieser Brauch noch nach dem Ersten Weltkrieg hier ausgeübt, und zwar auch von Mädchen aus Poll und Irresheim.
Die „Sieben Fußfälle“ waren von Ostbelgien bis zum Sauerland verbreitet.